# ناو ناکا
ناو ناکا (به انگلیسی: Japanese cruiser Naka) یک کشتی بود که طول آن 152.4 meters بود. این کشتی در سال ۱۹۲۵ ساخته شد.